# Charles Jennens

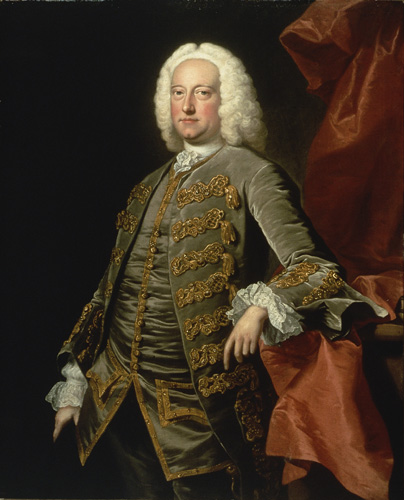
Charles Jennens; pintura per Thomas Hudson.

Charles Jennens (1700 – 20 de novembre de 1773) fou un propietari anglès i mecenes de les arts. Com a amic de Händel, va ajudar el músic en els llibrets d'alguns dels seus oratoris, entre els quals destaca el El Messies.

## Vida
Jennens va néixer a Gopsall Hall, a Leicestershire. Era el fill de Charles Jennens i la seva segona muller, Elizabeth Burdett. Va ser educat al Balliol College (Oxford), on es matriculà l'any 1716, tot i que no es va graduar. Era un cristià devot i un non-juror (no jurat), que donava suport a la legitimitat dels deposats Stuart. Estava interessat en l'obra de Joan Crisòstom i el cristianisme primitiu. Jennens ha estat identificat com un antideista. El va influir el llibre A Demonstration of the Messias ("Una manifestació del Messias") de Richard Kidder.
El 1747, després de la mort del seu pare, va reconstruir completament Gopsall Hall en l'estil del pal·ladianisme, i va incloure dins la propietat un temple jònic a la memòria del seu amic, el poeta i expert en el classicisme, Edward Holdsworth. No es va casar mai i va ser considerat una persona malenconiosa i extravagant; els seus veïns l'anomenaven Solimà el Magnífic. Com a "non-juror", Jennens era inelegible per qualsevol càrrec públic, i es va dedicar a les arts, tant com a col·leccionista d'art (la seva col·lecció era una del millor de Gran Bretanya en el seu temps) i un mecenes musical. Les composicions de Händel eren molt del seu gust musical i esdevingueren bons amics. Händel el va visitar sovint a Gopsall Hall i el 1749 va proporcionar detalls de les característiques d'un orgue per a la casa. El retrat de Thomas Hudson de Händel va ser encarregat per Jennens, i el que va fer a Charles Jennens actualment està en el Handel House Museum a Londres.
Després de la seva mort, el segon cosí de Jennens, Heneage Finch, 3r Earl d'Aylesford, va heretar la seva biblioteca de música i, actualment, una gran part està conservada en la Henry Watson Music Library a la Manchester Central Library. Conté una gran col·lecció de manuscrits i música publicada per Händel i altres compositors contemporanis, anglesos i italians; hi ha 368 volums de manuscrits de Händel, i també hi havia autògrafs de les Sonates per a violí "Manchester" d'Vivaldi i un manuscrit primerenc de Les quatre estacions. L'extensa col·lecció de Jennens amb moltes obres de Shakespeare, de literatura, filologia i teologia es van dispersar en gran part en una venda el 1918.

## Col·laboració amb Handel
Jennens tenia un coneixement profund de La Bíblia i amb un interès literari ample; amb aquesta formació a partir de 1735 va preparar o col·laborar en alguns llibrets de Handel: Saul (1735–39), L'Allegro, il Penseroso ed il Moderato (1740–41), Messiah (1741–42), Belshazzar (1744–45) i, possiblement, Israel in Egypt (1738–39). Els llibrets era donats lliurament i sempre es publicaven anònimament. Sobre Saul i Belshazzar s'ha dit que són "un regal impressionant per l'estructura i la caracterització dramàtiques i la capacitat d'exercir hàbilment analogies polítiques."
Amb una bona preparació musical a més de literària, va fer les seves còpies de les òperes de Händel, afegint correccions, figures al baix, rebutjant peces i dates. Sembla evident que Händel va acceptar suggeriments i propostes de millora de Jennens sobre les seves composicions.
La col·laboració més famosa de Jennens fou el llibret de El Messies, elaborat totalment amb textos de La Bíblia, amb un 60% del Vell Testament (amb petites alteracions ocasionals). El musicòleg Watkins Shaw el descriu com a "una meditació del nostre Senyor com a Messies dins les creences i el pensament cristià", i que és una obra genial. Algú ha atribut l' èmfasi en el Vell Testament a les creences teològiques de Jennens. Jennens no va aprovar del tot la configuració musical, i va escriure el següent a Edward Holdsworth: 
"Et mostraré una col·lecció que he donat a Handel, anomenada Messiah, la qual valoro molt. Ha fet un bon entreteniment, encara que no tan bo com s'hagués pogut i hauria d'haver fet. Amb molta dificultat li he fet corregir algunes de les faltes més grosses de la composició; però va retenir la seva obertura tossudament, i hi ha alguns passatges indignes de Handel, però molt més indignes del Messiah."

## Editor de Shakespeare
A inicis de la dècada del 1770 Jennens va començar la preparació d'unes escrupoloses edicions crítiques de les obres de Shakespeare, la primera vegada que s'han publicat de forma individual i amb notes editorials. Va completar King Lear, Hamlet, Othello, Macbeth, i Julius Caesar abans de la seva mort el 1773. Aquestes edicions van rebre el menyspreu, potser a causa de l'enveja, de l'editor de Shakespeare, George Steevens, que va atacar severament no només l'obra de Jennens sinó, sobretot, el seu caràcter: 
"L'error principal de la vida del senyor Jennens consistí en la seva associació perpètua amb un conjunt d'homes inferiors a ell mateix. Per aquest camí, va perdre totes les oportunitats de millora, però va guanyar el que ell preferia abans que les gratificacions més altes de la saviesa; un excés d'adulació."